# Liberalernas partiledarval 2019
Liberalernas partiledarval 2019 hölls den 28 juni 2019 på ett extrainsatt landsmöte för att välja en ny partiledare till Liberalerna. Nyamko Sabuni blev valberedningens förslag till partiledare och valdes med acklamation.

## Bakgrund
Den 6 februari 2019 meddelade partiets nuvarande partiledare Jan Björklund att han inte ställer upp för omval vid partiets landsmöte i november.
Liberalernas partistyrelse meddelade därefter att en efterträdare ska väljas redan den 28 juni vid ett extra insatt landsmöte. Den nye partiledaren kommer därmed att debutera vid Almedalsveckan i Visby den 3 juli 2019. Partiets valberedning strävar efter att valprocessen ska vara "öppen, transparent och modern" och att de länsförbund som vill ska få hålla i primärval. Senaste, och första, gången som ett primärval hölls i Sverige var i Östergötland 2017 då Liberalerna valde mellan Jan Björklund och Birgitta Ohlsson, ett val som sedermera vanns av Björklund.
Partiledarvalet har ibland skildrats som en strid mellan två partifalanger – den "socialliberala" mot den "kravliberala". I bakgrunden finns de olika ståndpunkterna till januariavtalet där majoriteten i partiet stödde Jan Björklunds linje medan den andra ville se Moderaternas Ulf Kristersson som statsminister. Kandidaterna Erik Ullenhag respektive Nyamko Sabuni har ansetts som företrädare för de två falangerna. Jan Björklund deklarerade dock vid sin avgång att "Januariavtalet ligger fast, det är godkänt i vårt parti och det är större än en person".
Den 24 juni nominerade en oenig valberedning Nyamko Sabuni till ny partiledare. Två av sju reserverade sig till förmån för Erik Ullenhag. Dagen efter, den 25 juni, drog Ullenhag tillbaka sin kandidatur och Sabuni blev därmed den enda kvarstående kandidaten till landsmötet den 28 juni.

## Tidplan[9]
- 15 april 2019 – Sonderingsprocessen avslutas och valberedningen samlar in länsförbundens förslag på kandidater.
- 31 maj 2019 – Valberedningen presenterar de kandidater som har bredast stöd. Kandidaterna får sedan delta i möten runt om i landet för att presentera sig själva och sin politik.
- 28 juni 2019 – En ny partiledare väljs på det extra insatta landsmötet.

## Kandidater

### Vald partiledare
| Valberedningens förslag av partiledare | Valberedningens förslag av partiledare | Valberedningens förslag av partiledare  | Valberedningens förslag av partiledare | Valberedningens förslag av partiledare | Valberedningens förslag av partiledare | Valberedningens förslag av partiledare | Valberedningens förslag av partiledare |
| Namn                                   | Namn                                   | Född                                    | Bakgrund | Tillkännagivande                       | Ref.                                   | Nomineringar                           | Stöd |
| -------------------------------------- | -------------------------------------- | --------------------------------------- | --- | -------------------------------------- | -------------------------------------- | -------------------------------------- | --- |
| Nyamko Sabuni                          |                                        | 31 mars 1969 (50 år) Bujumbura, Burundi | Sveriges jämställdhetsminister (2006–2013), Ledamot av Sveriges riksdag (2002–2006, 2010–2013), Sveriges integrationsminister (2006–2010) Sveriges demokratiminister (2006–2010). | 11 april 2019                          | [ 10 ]                                 | 19 av 24                               | Partiledare: Tidigare: - Lars Leijonborg Statsråd: Tidigare: - Hadar Cars - Karin Ahrland Statssekreterare: Tidigare: - Carl B. Hamilton - Christer Hallerby - Jasenko Selimović Europaparlamentariker: Nuvarande: - Jasenko Selimović Riksdagsledamöter: Nuvarande: - Allan Widman - Arman Teimouri - Bengt Eliasson - Gulan Avci - Helena Gellerman - Juno Blom - Mats Persson - Robert Hannah Tidigare: - Axel Darvik - Eva Flyborg - Hans Backman - Mathias Sundin - Torkild Strandberg Andra politiker: - Camilla Mårtensen - Jakob Olofsgård - Johan Jakobsson - Monica Renstig Politiker från andra partier: - Bert Karlsson (f.d. NyD) - Mauricio Rojas (M, f.d. L) - Jimmie Åkesson (SD) Övriga: Individer: - Adam Cwejman - Alexander Bard (Med) - Alice Teodorescu (M) - Carolin Dahlman - Dominika Peczynski - Krister Thelin - Sakine Madon - Tobias Wikström Organisationer: - Moderata Ungdomsförbundet Ledarsidor: - Dagens industri - Göteborgs-Posten - Kristianstadsbladet - Upsala Nya Tidning |

### Kandidater som drog tillbaka sin kandidatur före landsmötet
| Namn                       | Namn | Född                                  | Bakgrund | Tillkännagivande | Tillbakadragande | Ref.                 | Nomineringar | Stöd |
| -------------------------- | ---- | ------------------------------------- | --- | ---------------- | ---------------- | -------------------- | ------------ | --- |
| Erik Ullenhag              |      | 20 juli 1972 (46 år) Uppsala, Sverige | Sveriges ambassadör i Jordanien (2016–2020), Ledamot av Sveriges riksdag (2002–2006, 2009–2010, 2013–2016), Gruppledare för Liberalerna (2014–2016), Sveriges integrationsminister (2010–2014), Liberalernas partisekreterare (2006–2010). Ordförande i Liberala Ungdomsförbundet (1997–1999). | 28 maj 2019      | 25 juni 2019     | [ 32 ] [ 33 ] [ 34 ] | 4 av 24      | Partiledare: Tidigare: - Maria Leissner EU-kommissionärer: Nuvarande: - Cecilia Malmström Statsråd: Tidigare: - Birgitta Ohlsson - Bo Könberg - Gabriel Romanus Statssekreterare: Tidigare: - Lennart Rohdin - Amelie von Zweigbergk - Oscar Wåglund Söderström - Olle Wästberg Riksdagsledamöter: Nuvarande: - Barbro Westerholm - Christer Nylander - Fredrik Malm - Joar Forssell - Nina Lundström - Lina Nordquist - Maria Nilsson - Tina Acketoft Tidigare: - Ana Maria Narti - Anne-Marie Ekström - Bonnie Bernström - Christina Örnebjär - Kerstin Heinemann - Lars Tysklind - Linnéa Darell - Lotta Edholm - Maria Lundqvist-Brömster - Stefan Käll Andra politiker: - Anna Starbrink - Helena Hedman Skoglund - Jan Jönsson - Jonas Andersson - Lena Ödeen - Malin Danielsson - Pär Gustafsson - Simona Mohamsson - Thomas Olofsson - Romina Pourmokhtari Politiker från andra partier: - Per Gahrton (MP) Övriga: Individer: - Helle Klein (S) - Lars Stjernkvist (S) - Lilian Sjölund - Widar Andersson (S) Ledarsidor: - Dagens Arbete - Folkbladet - Ljusnan |
| "För ett snällare Sverige" |      | 20 juli 1972 (46 år) Uppsala, Sverige | Sveriges ambassadör i Jordanien (2016–2020), Ledamot av Sveriges riksdag (2002–2006, 2009–2010, 2013–2016), Gruppledare för Liberalerna (2014–2016), Sveriges integrationsminister (2010–2014), Liberalernas partisekreterare (2006–2010). Ordförande i Liberala Ungdomsförbundet (1997–1999). | 28 maj 2019      | 25 juni 2019     | [ 32 ] [ 33 ] [ 34 ] | 4 av 24      | Partiledare: Tidigare: - Maria Leissner EU-kommissionärer: Nuvarande: - Cecilia Malmström Statsråd: Tidigare: - Birgitta Ohlsson - Bo Könberg - Gabriel Romanus Statssekreterare: Tidigare: - Lennart Rohdin - Amelie von Zweigbergk - Oscar Wåglund Söderström - Olle Wästberg Riksdagsledamöter: Nuvarande: - Barbro Westerholm - Christer Nylander - Fredrik Malm - Joar Forssell - Nina Lundström - Lina Nordquist - Maria Nilsson - Tina Acketoft Tidigare: - Ana Maria Narti - Anne-Marie Ekström - Bonnie Bernström - Christina Örnebjär - Kerstin Heinemann - Lars Tysklind - Linnéa Darell - Lotta Edholm - Maria Lundqvist-Brömster - Stefan Käll Andra politiker: - Anna Starbrink - Helena Hedman Skoglund - Jan Jönsson - Jonas Andersson - Lena Ödeen - Malin Danielsson - Pär Gustafsson - Simona Mohamsson - Thomas Olofsson - Romina Pourmokhtari Politiker från andra partier: - Per Gahrton (MP) Övriga: Individer: - Helle Klein (S) - Lars Stjernkvist (S) - Lilian Sjölund - Widar Andersson (S) Ledarsidor: - Dagens Arbete - Folkbladet - Ljusnan |
| Johan Pehrson              |      | 8 maj 1968 (51 år) Örebro, Sverige    | Ledamot av Sveriges riksdag (1998–2015, 2018–), Gruppledare för Liberalerna (2006–2014), Liberalernas partisekreterare (2001–2003). | 28 maj 2019      | 23 juni 2019     | [ 51 ] [ 52 ]        | 0 av 24      | Andra politiker: - Ann Heberlein (M) Övriga: Individer: - Krister Thelin - Susanna Birgersson |

### Avböjde att kandidera
- Gulan Avci – Ledamot av Sveriges riksdag (2018–).[55] (Stödde Nyamko Sabuni)[11]
- Maria Arnholm – Liberalernas partisekreterare (2014–2019), Sveriges jämställdhetsminister (2013–2014), Ledamot av Sveriges riksdag (2014–2020).
- Lotta Edholm – Borgarråd i Stockholms stad (2006–2014, 2018–2020).[56] (Stödde Erik Ullenhag)[43]
- Roger Haddad – Ledamot av Sveriges riksdag (2010–2022).
- Nicke Grahn – Kommunalråd i Dorotea kommun (2018–).[57]
- Cecilia Malmström – EU-kommissionär (2010–2019), Sveriges EU-minister (2006–2010), europaparlamentariker (1999–2006).[58] (Stödde Erik Ullenhag)[11]
- Christer Nylander – Ledamot av Sveriges Riksdag (2002–2022) och gruppledare för Liberalerna (2016–2019).[59] (Stödde Erik Ullenhag)[11]
- Birgitta Ohlsson – Sveriges EU-minister (2010–2014), ledamot av Sveriges riksdag (2002–2018). Partiledarkandidat 2017.[60] (Stödde Erik Ullenhag)[11]
- Mats Persson – Ledamot av Sveriges riksdag (2014–).[61] (Stödde Nyamko Sabuni).[11]
- Anna Starbrink – Landstingsråd för Stockholms läns landsting (2010–2022), ledamot i Liberalernas partistyrelse.[62] (Stödde Erik Ullenhag)[11]
- Allan Widman – Ledamot av Sveriges riksdag (2002–2022).[63] (Stödde Nyamko Sabuni).[11]
- Cecilia Wikström – Europaparlamentariker (2009–2019), ledamot av Sveriges riksdag (2002–2009).[64]

### Opinionsundersökningar
| Opinionsinstitut | Period              | Urval                                                 | Urval                                                 | Nyamko Sabuni                                         | Erik Ullenhag                                         | Johan Pehrson                                         | Cecilia Malmström                                     | Birgitta Ohlsson                                      | Gulan Avci                                            | Mats Persson                                          | Christer Nylander                                     | Ingen/ Annan/ Obestämd                                |
| ---------------- | ------------------- | ----------------------------------------------------- | ----------------------------------------------------- | ----------------------------------------------------- | ----------------------------------------------------- | ----------------------------------------------------- | ----------------------------------------------------- | ----------------------------------------------------- | ----------------------------------------------------- | ----------------------------------------------------- | ----------------------------------------------------- | ----------------------------------------------------- |
| Novus            | 20-25 juni 2019     | 1 023                                                 | 1 023                                                 | 22%                                                   | 10%                                                   | -                                                     | -                                                     | -                                                     | -                                                     | -                                                     | -                                                     | -                                                     |
| -                | 23 juni 2019        | Johan Pehrson drar tillbaka sin kandidatur.           | Johan Pehrson drar tillbaka sin kandidatur.           | Johan Pehrson drar tillbaka sin kandidatur.           | Johan Pehrson drar tillbaka sin kandidatur.           | Johan Pehrson drar tillbaka sin kandidatur.           | Johan Pehrson drar tillbaka sin kandidatur.           | Johan Pehrson drar tillbaka sin kandidatur.           | Johan Pehrson drar tillbaka sin kandidatur.           | Johan Pehrson drar tillbaka sin kandidatur.           | Johan Pehrson drar tillbaka sin kandidatur.           | Johan Pehrson drar tillbaka sin kandidatur.           |
| Sifo             | 18 juni 2019        | 1 219                                                 | 1 219                                                 | 30%                                                   | 19%                                                   | 3%                                                    | -                                                     | -                                                     | -                                                     | -                                                     | -                                                     | 48%                                                   |
| Inizio           | 25 maj–15 juni 2019 | 3 166                                                 | Alla:                                                 | 36%                                                   | 25%                                                   | 5%                                                    | -                                                     | -                                                     | -                                                     | -                                                     | -                                                     | 31%                                                   |
| Inizio           | 25 maj–15 juni 2019 | 3 166                                                 | L:                                                    | 42%                                                   | 34%                                                   | 1%                                                    | -                                                     | -                                                     | -                                                     | -                                                     | -                                                     | 22%                                                   |
| Demoskop         | 7–9 juni 2019       | 1 353                                                 | Alla:                                                 | 37%                                                   | 23%                                                   | 5%                                                    | -                                                     | -                                                     | -                                                     | -                                                     | -                                                     | 35%                                                   |
| Demoskop         | 7–9 juni 2019       | 1 353                                                 | L/C:                                                  | 36%                                                   | 27%                                                   | 2%                                                    | -                                                     | -                                                     | -                                                     | -                                                     | -                                                     | 25%                                                   |
| Demoskop         | 7–9 juni 2019       | 1 353                                                 | M/KD:                                                 | 56%                                                   | 23%                                                   | 5%                                                    | -                                                     | -                                                     | -                                                     | -                                                     | -                                                     | 16%                                                   |
| Demoskop         | 7–9 juni 2019       | 1 353                                                 | SD:                                                   | 46%                                                   | 9%                                                    | 10%                                                   | -                                                     | -                                                     | -                                                     | -                                                     | -                                                     | 35%                                                   |
| Demoskop         | 7–9 juni 2019       | 1 353                                                 | S/MP/V:                                               | 19%                                                   | 36%                                                   | 2%                                                    | -                                                     | -                                                     | -                                                     | -                                                     | -                                                     | 43%                                                   |
| -                | 31 maj 2019         | Valberedningen presenterar de officiella kandidaterna | Valberedningen presenterar de officiella kandidaterna | Valberedningen presenterar de officiella kandidaterna | Valberedningen presenterar de officiella kandidaterna | Valberedningen presenterar de officiella kandidaterna | Valberedningen presenterar de officiella kandidaterna | Valberedningen presenterar de officiella kandidaterna | Valberedningen presenterar de officiella kandidaterna | Valberedningen presenterar de officiella kandidaterna | Valberedningen presenterar de officiella kandidaterna | Valberedningen presenterar de officiella kandidaterna |
| YouGov           | 15-19 februari 2019 | 1 519                                                 | 1 519                                                 | 15%                                                   | 3%                                                    | 2%                                                    | 13%                                                   | 7%                                                    | 2%                                                    | 3%                                                    | 1%                                                    | 55%                                                   |
| Inizio           | 6-7 februari 2019   | 1 032                                                 | 1 032                                                 | 14%                                                   | 3%                                                    | 2%                                                    | 12%                                                   | 11%                                                   | 2%                                                    | 3%                                                    | 0%                                                    | 51%                                                   |
| Inizio           | 6-7 februari 2019   | (L): 192                                              | (L): 192                                              | 17%                                                   | 7%                                                    | 2%                                                    | 25%                                                   | 14%                                                   | 4%                                                    | 1%                                                    | 1%                                                    | 30%                                                   |

## Politiska positioner
| Kandidat      | Införandet av Januariavtalet | Upprätthålla Januariavtalet | Ref.   |
| ------------- | ---------------------------- | --------------------------- | ------ |
| Johan Pehrson | Nej                          | Ja                          | [ 71 ] |
| Nyamko Sabuni | Nej                          | Ja                          | [ 71 ] |
| Erik Ullenhag | Ja                           | Ja                          | [ 71 ] |

## Resultat
Resultatet avser de nomineringar, medlemsröstningar samt ombudsbeslut som skedde före valberedningens förslag. Inget ombud var bunden till varken förbundets nominering eller medlemsomröstning, men står ändå utskriven till den vinnande kandidaten om inte annat anges.
Blekinge län var det enda länsförbundet som aldrig nominerade en kandidat officiellt. Däremot gick förbundets ledare, Börje Dovstad, ut med att han skulle rösta för Nyamko Sabuni på landsmötet.
| Kandidater/ Länsförbund   | Nyamko Sabuni        | Erik Ullenhag       | Johan Pehrson       | Antal ombud | Valdeltagande | Notering |
| ------------------------- | -------------------- | ------------------- | ------------------- | ----------- | ------------- | --- |
| Blekinge                  | 1                    | 0                   | 0                   | 3           | -             | Förbundet nominerade aldrig någon officiellt men ledaren av förbundet gick ut med att han skulle rösta på Sabuni. |
| Dalarna                   | 4 46,6%              | 1 48,1%             | 0 5,3%              | 5           | 48%           | Ullenhag vann medlemsomröstningen med tre röster, men förbundsstyrelsen valde att ändå nominera Sabuni. Ett ombud avsåg dock att rösta på Ullenhag. |
| Gotland                   | 2 60%                | 0 40%               | 0 0%                | 2           | -             | |
| Gävleborg                 | 4 57,9% (106 röster) | 1 39,3% (72 röster) | 0 2,7% (5 röster)   | 5           | 45,5%         | Ett ombud avsåg att rösta på Ullenhag. |
| Jämtlands-Härjedalen      | 2 58%                | 0 40%               | 0 2%                | 2           | 41%           | |
| Jönköping                 | 5 56% (112 röster)   | 1 41% (83 röster)   | 0 3% (6 röster)     | 6           | 36%           | Ett ombud avsåg att rösta på Ullenhag. |
| Kalmar                    | 4 65%                | 0 30%               | 0 5%                | 4           | 40%           | |
| Kronoberg                 | 3 75,4%              | 0 24,6%             | 0 0%                | 3           | 35,1%         | |
| Liberala kvinnor          | 0 44% (4 röster)     | 2 56% (5 röster)    | 0 0% (0 röster)     | 2           | -             | Alla distrikt fick nominera en kandidat till centralstyrelsen. Ullenhag fick 6 nomineringar, Sabuni 5 och Pehrson 0. Därefter fattade styrelsen beslut om nomineringen, 5 ledamöter röstade på Ullenhag och 4 på Sabuni.                                 |
| Liberala studenter        | 1 91% (10 röster)    | 0 0% (0 röster)     | 0 9% (1 röst)       | 1           | -             | Liberala studenters ordförandemötet beslutade att nominera Sabuni efter röstsiffrorna 10 för Sabuni, 1 för Pehrson och 0 för Ullenhag. |
| Liberala ungdomsförbundet | 0 0% (0 röster)      | 2 100% (11 röster)  | 0 0% (0 röster)     | 2           | -             | En enad förbundsstyrelse valde att nominera Erik Ullenhag. |
| Norrbotten                | 4 61%                | 0 32%               | 0 7%                | 4           | 31%           | |
| Skaraborg                 | 5 56%                | 1 40%               | 0 4%                | 6           | 26%           | Ett ombud avsåg att rösta på Ullenhag. |
| Skåne                     | 21 69% (629 röster)  | 1 28% (258 röster)  | 0 3% (28 röster)    | 22          | 44%           | Ett ombud avsåg att rösta på Ullenhag. |
| Stockholm                 | 0 13% (2 röster)     | 40 87% (13 röster)  | 0 0% (0 röster)     | 40          | -             | Stockholms län genomförde lokala rådgivande medlemsomröstningar. Men den slutgiltiga nomineringen beslutades av förbundsstyrelsen, med röstsiffrorna 13-2 till Ullenhags fördel.                                                                         |
| Södermanland              | 4 75% (135 röster)   | 0 20% (35 röster)   | 0 5% (9 röster)     | 4           | -             | |
| Uppsala                   | 0 38% (116 röster)   | 6 58% (176 röster)  | 0 4% (11 röster)    | 6           | 50%<          | |
| Värmland                  | 6 78% (35 röster)    | 0 13% (6 röster)    | 0 2% (1 röst)       | 6           | -             | Ingen medlemsomröstning ägde rum. Rösterna avser de 45 ombuden som röstade under det extra förbundsmötet i Värmland. Tre ombud avstod från att rösta. |
| Västerbotten              | 5 66% (122 röster)   | 1 33% (61 röster)   | 0 1% (1 röst)       | 6           | -             | Ett ombud avsåg att rösta på Ullenhag. |
| Västernorrland            | 3 60% (21 röster)    | 1 40% (14 röster)   | 0 (0 röster)        | 4           | -             | Länsförbundet lät lokala avdelningar rösta om kandidaterna. Sedan fick föreningens ombud rösta i enighet med sina medlemmar på nomineringsmötet som totalt bestod av 35 ombud. Sabuni vann nomineringen, men ett ombud avsåg ändå att rösta på Ullenhag. |
| Västmanland               | 4 55% (100 röster)   | 1 41% (75 röster)   | 0 4% (8 röster)     | 5           | 40%           | Ett ombud avsåg att rösta på Ullenhag. |
| Västsverige               | 30 57% (638 röster)  | 3 39% (434 röster)  | 0 5% (54 röster)    | 33          | 36,5%         | Tre ombud avsåg att rösta på Ullenhag. |
| Örebro                    | 5 28,1% (45 röster)  | 0 38,8% (62 röster) | 0 33,1% (53 röster) | 5           | 40%           | Ullenhag vann medlemsomröstningen men förbundet valde att nominera Sabuni efter ett extra förbundsmöte där Sabuni vann med 23 röster mot Ullenhags 15.                                                                                                   |
| Östergötland              | 7 57% (139 röster)   | 0 38% (93 röster)   | 0 5% (12 röster)    | 7           | -             | |
| Totalt                    | 120                  | 61                  | 0                   | 183         |               | |

## Efterspel
När Nyamko Sabuni valdes till partiledare valde samtidigt Linnéa Darell att lämna sitt uppdrag som ledamot av partistyrelsen, och Kerstin Heinemann, tidigare riksdagsledamot, att lämna partiet. De ansåg båda att valet skadade partiets socialliberalism.
På partiets landsmöte valdes även en ny partisekreterare och gruppledare. Det blev Juno Blom som efterträdde Maria Arnholm respektive den förre partiledarkandidaten Johan Pehrson som återfick uppdraget efter Christer Nylander. Erik Ullenhag gick åter i tjänst som ambassadör i Jordanien.
Den 26 mars 2021 röstade Liberalernas partistyrelse med en knapp majoritet för att efter riksdagsvalet 2022 verka för en borgerlig regering, även om den tar stöd från Sverigedemokraterna. Beslutet möttes av intern kritik och förstärkte de sprickor som redan fanns i partiet.
Januariavtalet höll fram till att en majoritet av riksdagen röstat för en misstroendeförklaring, mot statsminister Stefan Löfven i juni 2021. Misstroendevotumet väcktes av Sverigedemokraterna efter Vänsterpartiet meddelat att de saknade förtroende för regeringen, då den arbetade med att genomföra förslag om fri hyressättning i nyproduktion.
Därefter deklarerade Liberalerna att de var i "konstruktiv opposition" och röstade nej till tillsättandet av Regeringen Löfven III, och Nyamko Sabuni menade att Januariavtalet hade fallit. Stefan Löfven återvaldes samtidigt av statsminister då han tolererades av en majoritet av riksdagens ledamöter.

### Sabunis avgång
Den 8 april 2022 avgick Nyamko Sabuni som Liberalernas partiledare. Spiken i kistan för partiledarskapet var en intervju Sabuni gjorde som lades ut på partiets Youtube-kanal. I intervjun berättar Sabuni att hon hade flytt till Norge om det blir krig i Sverige. Uttalandet väckte kritik, som Sabuni besvarade med att det hela var ett tankeexperiment och att hon som partiledare hade varit kvar där hon behövs. Samma dag som avgången ersattes hon av partiets vice partiledare, Johan Pehrson. Han fick ett tillförordnat mandat att leda partiet tills att ett ordinarie partiledarval kunde ske i november 2022.

### Riksdagsvalet och regeringsbildningen 2022
Inför riksdagsvalet 2022 ingick Liberalerna i Ulf Kristerssons regeringsalternativ. Partiet fick 4,6 % av rösterna i riksdagsvalet, vilket var en minskning på 0,9 procentenheter från valet 2018. Valet ansågs ändå som en framgång då partiet klarade sig kvar ovanför riksdagsspärren, som de kämpat mot hela mandatperioden. Efter valet började regeringsförhandlingarna mellan Liberalerna och Moderaterna, Kristdemokraterna och Sverigedemokraterna. Dessa mynnade ut i Tidöavtalet, som blev grunden för den kommande regeringen. Inom partiet höjdes flera kritiska röster mot avtalet, bland annat från riksdagsledamoten Anna Starbrink och borgarrådet Jan Jönsson som menade att avtalet inte var liberalt nog. Den 18 oktober tillträdde regeringen Kristersson och Liberalerna fick fem ministerposter. Johan Pehrson blev, likt Ullenhag och Sabuni, integrationsminister, och dessutom arbetsmarknadsminister.

### Opinionen före och efter valet
Nedan syns Liberalernas sammanvägda stöd i opinionsundersökningarna från riksdagsvalet 2018 fram tills riksdagsvalet 2022. 

| Information | Diagrammet är avstängt. Grafer inaktiverades den 18 april 2023 på grund av programvaruproblem. Nya diagram kan skapas sedan december 2024. |